# محور دوران (فيزياء)
في الفيزياء، محور الدوران هو خط مستقيم، نظري أو حقيقي، يدور حوله سطح أو حجم.
محور الدوران له موقع واتجاه مكاني قد يكون أو لا يكون ثابتًا.
عنصر أساسي في تحليل الحركة الدورانية، موضع محور الدوران يجعل من الممكن على وجه الخصوص تحديد الموضع الزاوي، والسرعة العرضية، ولحظة القصور الذاتي لجسيم معين.

## أنواع المحاور

### المحور الثابت

على اليسار، يقع محور الدوران - القضيب - في مركز الأسطوانة المتجانسة، وبالتالي في مركز كتلتها. على اليمين، محور الدوران ليس في مركز كتلة الأسطوانة.

لكي يتم اعتبار محور الدوران ثابتًا، يجب أن يظل ثابتًا فيما يتعلق بالجسم الذي يدور حوله. بالإضافة إلى ذلك ، يجب أن يظل اتجاهها ثابتًا أيضًا، وفقًا لإطار مرجعي القصور الذاتي، أثناء الدوران. تتم دراسة حركة الدوران حول محور ثابت بشكل عام لجسم صلب، يُعرّف بأنه كائن يظل ترتيب الجسيمات التي تشكله ثابتًا، مما ينتج عنه أبعاد وشكل ثابت.
إذا كان المحور ثابتًا في الاتجاه والموضع، فإن الكائن يخضع لحركة دورانية خالصة.

## ديناميات الدوران

### نظرية المحاور المتوازية
عندما تريد تحديد لحظة القصور الذاتي {\displaystyle I} لجسم دوار وأن محور دوران هذا الجسم لا يقع في مركز كتلته (سم)، فإن استخدام نظرية المحاور المتوازية يجعل من الممكن تحديد العلاقة التالية:
{\displaystyle M} هي كتلة الجسم و {\displaystyle h} المسافة العمودية التي تفصل بين مركز كتلة الجسم ومحور الدوران.